# Torre KOI
El KOI Sky Residences, también conocido como Torre KOI, es un rascacielos que está ubicado dentro del complejo VAO en el sector de Valle Oriente en San Pedro Garza García, Nuevo León. Es el segundo edificio más alto de México, detrás de la Torre Obispado, la cual también encuentra ubicada en el Estado de Nuevo León, y la superó en marzo de 2020. El proyecto fue financiado con fondos privados, principalmente de inversionistas regionales. Su altura es de 279.5 metros y tiene 67 pisos, así como 9 niveles de estacionamiento. El área total del edificio es de aproximadamente 140,000 m² de espacio para oficinas AAA+, departamentos de lujo y un hotel. Su uso es mixto. 
El edificio está rodeado de centros comerciales, restaurantes, oficinas, colegios y hospitales, y está a tan solo unos metros del Parque Rufino Tamayo, el más grande de San Pedro Garza García. También tiene una alberca semiolímpica.

## Historia
Su construcción comenzó en abril de 2012 y finalizó en octubre de 2017. La torre exigió una inversión estimada de 2 mil millones de pesos que fueron aportados por inversionistas privados. Parte del financiamiento se obtuvo de la preventa de la parte comercial, así como de la habitacional, del edificio.
Es un edificio inteligente, debido a que el sistema de luz es controlado por un sistema llamado B3, al igual que el de la Torre Monterrey, Torre Reforma, Torre Mayor, Reforma 222 Centro Financiero, Torre Ejecutiva Pemex, World Trade Center México, Torre Altus, Arcos Bosques, Arcos Bosques Corporativo, Torre Latinoamericana, Edificio Reforma 222 Torre 1, Haus Santa Fe, Edificio Reforma Avantel, Residencial del Bosque 1, Residencial del Bosque 2, Torre del Caballito, Torre HSBC, Panorama Santa Fe, City Santa Fe Torre Amsterdam, Santa Fe Pads, St. Regis Hotel & Residences, Torre Lomas, entre otros.[cita requerida]